# 三国史记
《三國史記》，或原稱為《三國史》，是高丽宰相金富轼奉高麗仁宗之命所编撰的高丽官修正史，是朝鲜半岛现存最早的完整史书。《三国史记》共50卷，约27万字，以中国正史的体例记述了新罗、高句丽、百济三国的历史。中国正史在记述多国并存的时期会以一国为主，比如《三国志》以魏为正统，蜀、吴都以魏年号纪年。但《三国史记》突破了这样观念，以平等的态度对三国，三国各有本纪，各以自己的君主纪年，均称“我国”。全书由新羅本紀（12卷）、高句麗本紀（10卷）、百濟本紀（6卷）、年表（3卷）、雜志（9卷）、列傳（10卷）等六個部分構成。:423-431:149-150《三国史记》与中国的《史记》一样都以教化为原则，以塑造人物为写作方法，以道德精神为取人标准，不同於一般的中国正史那样以纪实为写作方法，以对历史贡献的大小为取人标准。因此《三国史记》保留了《史记》亦文亦史的风格:432-437:149-150。
《三国史记》主要参考引用了朝鲜半岛历史上已失传的《旧三国史记》、《新罗古记》、《花郎世记》、《海东古记》、《高丽古记》、《百济古记》、《三韩古记》等史籍，同时也参考了中国的历史典籍包括《魏书》、《三国志》、《晋书》、《旧唐书》、《新唐书》和《资治通鉴》，是朝鲜半岛第一部将本国史料与中国史料结合起来的史书。在两国史料记载有冲突时，金富轼更信任本国史料。《三国史记》明确指出本国史料与中国史料的校正有34处，其中11处否定中国记录，8处质疑中国记录，15处两存之:427-430:149-150。

### 新羅本紀
1. 新羅本紀第一 始祖赫居世居西干 南解次次雄 儒理尼師今 脫解尼師今 婆娑尼師今 祗摩尼師今 逸聖尼師今
2. 新羅本紀第二 阿達羅尼師今 伐休尼師今 奈解尼師今 助賁尼師今 沾解尼師今 味鄒尼師今 儒禮尼師今 基臨尼師今 訖解尼師今
3. 新羅本紀第三 奈勿尼師今 實聖尼師今 纳祗麻立干 慈悲麻立干 炤知麻立干
4. 新羅本紀第四 智證麻立干 法興王 真興王 真智王 真平王
5. 新羅本紀第五 善德王 真德王 太宗王
6. 新羅本紀第六 文武王上
7. 新羅本紀第七 文武王下
8. 新羅本紀第八 神文王 孝昭王 聖德王
9. 新羅本紀第九 孝成王 景德王 惠恭王 宣德王
10. 新羅本紀第十 元聖王 昭聖王 哀莊王 憲德王 興德王 僖康王 閔哀王 神武王
11. 新羅本紀第十一 文聖王 憲安王 景文王 憲康王 定康王 真聖王
12. 新羅本紀第十二 孝恭王 神德王 景明王 景哀王 敬順王

### 高句麗本紀
1. 高句麗本紀第一 始祖東明聖王 琉璃明王
2. 高句麗本紀第二 大武神王 閔中王 慕本王
3. 高句麗本紀第三 太祖王 次大王
4. 高句麗本紀第四 新大王 故國川王 山上王
5. 高句麗本紀第五 東川王 中川王 西川王 烽上王 美川王
6. 高句麗本紀第六 故國原王 小獸林王 故國壤王 廣開土王 長壽王
7. 高句麗本紀第七 文咨王 安藏王 安原王 陽原王 平原王
8. 高句麗本紀第八 婴陽王 建武王
9. 高句麗本紀第九 寶藏王上
10. 高句麗本紀第十 寶藏王下

### 百濟本紀
1. 百濟本紀第一 始祖溫祚王 多婁王 己婁王 盖婁王 肖古王
2. 百濟本紀第二 仇首王 沙伴王 古尔王 責稽王 汾西王 比流王 契王 近肖古王 近仇首王 枕流王
3. 百濟本紀第三 辰斯王 阿莘王 腆支王 久尔辛王 毗有王 盖鹵王
4. 百濟本紀第四 文周王 三斤王 東城王 武寧王 聖王
5. 百濟本紀第五 威德王 惠王 法王 武王
6. 百濟本紀第六 義慈王

### 年表
- 年表 (上、中、下)

### 雜志
1. 雜志第一 祭祀·樂
2. 雜志第二 色服·車騎·器用·屋舍
3. 雜志第三 地理一 <新羅>一
4. 雜志第四 地理二 <新羅>二
5. 雜志第五 地理三 <新羅>三
6. 雜志第六 地理四 <高句麗·百濟>
7. 雜志第七 職官上
8. 雜志第八 職官中
9. 雜志第九 職官下

### 列傳
1. 列傳第一 金庾信（上）
2. 列傳第二 金庾信（中）
3. 列傳第三 金庾信（下）
4. 列傳第四 乙支文德 居柒夫 居道 異斯夫 金仁問 金陽 黑齒常之 張保皐 鄭年 斯多含
5. 列傳第五 乙巴素 金后稷 祿真 密友 紐由 明臨答夫 昔于老 朴堤上 貴山 溫達
6. 列傳第六 强首 崔致遠 薛聰
7. 列傳第七  奚論 素那 驟徒 訥催 薛罽頭 金令胤 官昌 金歆運 裂起 丕寧子 竹竹 匹夫 階伯
8. 列傳第八 向德 聖覺 實兮 勿稽子 百結先生 劒君 金生 率居  孝女知恩 薛氏 都彌
9. 列傳第九 倉助利 淵蓋蘇文
10. 列傳第十 弓裔 甄萱